# Lijst van weg- en veldkruisen in Sittard-Geleen
Dit is een onvolledige lijst van weg- en veldkruisen in de gemeente Sittard-Geleen. Onder kruisen wordt verstaan: alle weg-, veld- en hagelkruisen ed. De kruisen op kerkhoven of op gevels en daken van gebouwen zijn buiten beschouwing gelaten.
Bij enkele kruisen staat het huisnummer aangegeven van de woning die erbij ligt.
| Adres                                               | Plaats        | Plaatsingsjaar | Soort kruis              | Extra informatie | Foto |
| --------------------------------------------------- | ------------- | -------------- | ------------------------ | --- | ---- |
| Getelberg-Putstraat                                 | Born          | 1980           |                          | |      |
| Graetheide-Oude Baan                                | Born          | 1936           |                          | |      |
| Hondsbroek-Molenstraat                              | Born          |                |                          | Kruis zonder corpus |      |
| Oude Baan                                           | Born          | 1891 en 2010   |                          | |      |
| Buchterweg-Havenweg                                 | Buchten       | Ca. 1900       |                          | Kruis zonder corpus |      |
| Dorpsstraat                                         | Buchten       |                |                          | |      |
| Everstraat (bij nr. 25)                             | Einighausen   |                |                          | |      |
| Heistraat (bij nr. 66)                              | Einighausen   |                |                          | |      |
| Augustinusstraat-Pastoor van Eijsstraat             | Geleen        | 1979           | wegkruis.                | Stond eerder in een weiland aan de voormalige Kloosterstraat en hing later (tot 1970) aan de gevel van een rijwielzaak in die straat. In 1979 op de huidige plaats als wegkruis.                                                                                 |      |
| Bachstraat                                          | Geleen        | 1949           | wegkruis.                | Groot eikenhouten wegkruis op het kerkhof aldaar. Het kruis stond eerder op het voormalige kerkhof van de Christus Koningkerk aan de Daalstraat. |      |
| Beekhoverstraat t.o. Kinkenweg                      | Geleen        | 1863           | wegkruis                 | Uniek wegkruis, oorspronkelijk door de weduwe van burgemeester Göbbels in een boom gehangen waar het in de loop der tijd mee is vergroeid. In 1961 werd de boom gekapt en door de gemeente chemisch geconserveerd.                                               |      |
| Bergerweg-Urmonderstraat                            | Geleen        | 1955           | veldkruis                | Stond vroeger als grafkruis op het kerkhof van Doenrade, werd later als wegkruis geplaatst |      |
| Bloemenmarkt                                        | Geleen        | 1991           | kruis in voetval         | Geplaatst ter gedachtenis aan de zeven voetvallen op de hei te Lutterade die moesten verdwijnen bij de bouw van de Staatsmijn Maurits. |      |
| Daniken (bij nr. 23a)                               | Geleen        | 1823           | veldkruis                | Geplaatst tussen drie lindebomen op de wegsplitsing naar Danikerbos. |      |
| Einighauserweg-Urmonderbaan                         | Geleen        | 1943           | betonnen veldkruis       | Geplaatst door familie Krux-Frenken. |      |
| Endepolstraat-Ten Eysden                            | Geleen        | 1984           | wegkruis                 | Houten kruis in een ijzeren nis. Oorspronkelijk in een oude boom die in 1983 door een storm werd vernield. Herplaatst in 1984 in een andere boom. |      |
| Geenstraat-De Vaart                                 | Geleen        | n.b.           | memoriekruis             | Overblijfsel van het torenkruis van de kapel van het voormalige klooster der Congregatie van de Arme Dienstmaagden van Jezus Christus. Het kruisbeeld is een eerbetoon aan zuster Luise Löwenfels die als voormalig joodse ten slachtoffer viel aan Nazi-regime. |      |
| Geleenderveldweg-Moljeweg, splitsing                | Geleen        | n.b.           | veldkruis als grenskruis | Van oudsher staat dit veldkruis op grondgebied van de voormalige gemeente Geleen. Het kruis gaf de begrenzing aan tussen het Spaanse Geleen en het Gülickse Sittard. Molje of moelie betekent grens.                                                             |      |
| Geleenderveldweg-Pater Karelweg, splitsing          | Geleen        | 2013           | veldkruis                | Geplaatst in 2013 door vereniging "Kruisen en Kapellen". |      |
| Hegstraat-Molenstraat                               | Geleen        | 1885           | wegkruis                 | Privé-eigendom. In 1983 ernstig vernield. |      |
| Heidestraat                                         | Geleen        | n.b.           | wegkruis                 | Geplaatst op plantsoen waar voormalige Engelbewaarderskerk stond. |      |
| Hendriklaan-Irenelaan                               | Geleen        | 1954           | wegkruis                 | Vervangt een oorspronkelijk veldkruis bij een lindeboom. In 1982 werd het corpus geheel vernield door Pinkpopgangers. |      |
| Hofkamp-In den Helmstock                            | Geleen        | 1889           | memoriekruis             | Ter herdenking van de verongelukte Jan Arnold Tummers. In 1990 verplaatst. |      |
| Janskamperstraat                                    | Geleen        | n.b.           | veldkruis                | Vroeger als veldkruis geplaatst bij splitsing Janskamperweg en Lintjesweg. |      |
| Jodenstraat                                         | Geleen        | 1860 (2011)    | wegkruis                 | In 2011 geplaatst in de tuin van Villa Cantemerle, de plek waar het oorspronkelijk al stond. Het kruis heeft vanaf 1963 in de Nachtegaalstraat gestaan nadat het door aannemer Schutgens het had meegenomen.                                                     |      |
| Kluis-Lijsterstraat                                 | Geleen        | 1998           | wegkruis                 | Geplaatst op een grasveldje voor de Christus Koningkerk ter viering van 50-jarig bestaan parochie. |      |
| Norbertijnenstraat                                  | Geleen        | 1867           | wegkruis                 | In Oud-Geleen "Kallenkruuts" genoemd. |      |
| Oranjehof-Oranjelaan                                | Geleen        | 1898           | wegkruis                 | Meerdere keren verplaatst. In 1994 tevens een herdenkingssteen voor een onbekende soldaat, gesneuveld in WOII. |      |
| Oranjelaan (bij nr. 355)                            | Geleen        | 1893           | wegkruis                 | Geplaatst door echtpaar Willems-Vroemen tussen drie nog bestaande lindebomen. |      |
| Parallelweg                                         | Geleen        | 1997           | wegkruis                 | Geplaatst voor het kerkhof. Betonnen kruis dat werd gered van de slopershamer bij het ruimen van een der graven. |      |
| Picardië-Elsenburglaan                              | Geleen        | 2014           | wegkruis                 | Vervangt een veldkruis dat oorspronkelijk geplaatst was op een molensteen bij de ingang van de Elsenburgtunnel. |      |
| Raadskuilerweg                                      | Geleen        | 2001           | veldkruis                | Vervangt een oorspronkelijk veldkruis dat "Gallingkruuts" werd genoemd omdat het lag vlak bij de plaats waar vroeger de Geleense bokkenrijders werden terechtgesteld door verhanging aan een galg.                                                               |      |
| Rijksweg Noord (zijgevel huis nr. 95)               | Geleen        | n.b.           | gevelkruis               | Stond vroeger op een molensteen bij de ingang van de Hoog Steeg, tegenwoordig Pastoor Vonckenstraat. Later aan de zijgevel van huis hoek Rijksweg Noord-Past. Vonckenstraat. Sinds 1974 aan de zijgevel van Rijksweg Noord 95.                                   |      |
| Spaans Neerbeek-Verdistraat                         | Geleen        | 1836           | wegkruis                 | Een replica van het kruis uit 1836. Stond oorspronkelijk aan het einde van de Pieterstraat. Herplaatst op huidige plek ter vervanging van een verdwenen kapel.                                                                                                   |      |
| Spoorstraat (bij nr. 69)                            | Geleen        | 1929           | memoriekruis             | Geplaatst ter ere van echtpaar Keulers-Leunissen, wonend aan de overzijde van de straat. |      |
| Tunnelstraat                                        | Geleen        | 1930           | wegkruis                 | Vervangt een oorspronkelijk wegkruis gelegen aan de Ringovenstraat dat door dronkenlappen werd vernield. In 1998 werd het corpus ontvreemd. |      |
| Van Banninglaan                                     | Geleen        | 1997           | wegkruis                 | Voor ingang kerkhof. Vervangt een oorspronkelijk Mariabeeldje dat werd ontvreemd. |      |
| Vondellaan                                          | Geleen        | 1910           | wegkruis                 | Was oorspronkelijk in 1910 geplaatst op de hoek Steinstraat-Napoleonbaan door echtpaar Leunissen-Penders. Staat sinds 1979 op de huidige plek waar het al viermaal werd vernield.                                                                                |      |
| Hoppenhofjeslaan-Merovingenstraat                   | Grevenbicht   |                |                          | |      |
| Beukenboomsweg-Einighauserweg                       | Guttecoven    |                |                          | |      |
| Dorpstraat-Wijnrankenstraat                         | Guttecoven    | 2005           |                          | |      |
| Einighauserweg-Kerkstraat                           | Guttecoven    |                |                          | |      |
| Ankersweg-Panneshofstraat                           | Holtum        |                |                          | |      |
| Allee-Kievitsweg                                    | Limbricht     |                |                          | |      |
| Beekstraat (bij nr. 44)                             | Limbricht     |                |                          | |      |
| Devotiezuil, Bovenstraat-Struckvaren                | Limbricht     |                |                          | |      |
| Burgemeester Nelissenstraat-Pagestraat              | Limbricht     |                | Gedachteniskruis         | |      |
| Burgemeester van Boxtelstraat-Pastoor Janssenstraat | Limbricht     | 1894           | Gedachteniskruis         | Geplaatst vanwege het plotseling overlijden op deze plek van Jos van Thoor, op 24 augustus 1894 |      |
| Henschenveldweg-Onderste Sittarderweg               | Limbricht     |                |                          | |      |
| Klinkekoulsweg-Vosdaalstraat                        | Limbricht     |                |                          | |      |
| Provincialeweg-Trichterweg                          | Limbricht     |                |                          | |      |
| Botkuilweg-Zwarte Hei                               | Munstergeleen | 1999           |                          | |      |
| Bronkboomstraat-Danikerstraat                       | Munstergeleen |                |                          | |      |
| Eekerstraat-Kruisstraat                             | Munstergeleen |                |                          | |      |
| Erkensweg-Smidserweg                                | Munstergeleen |                |                          | |      |
| Geleenderveldweg                                    | Munstergeleen |                |                          | |      |
| Geleenstraat (bij 2b)                               | Munstergeleen |                |                          | |      |
| Heijdenpad                                          | Munstergeleen |                |                          | |      |
| Kruisstraat-Lichtenberg                             | Munstergeleen |                |                          | |      |
| Lichtenberg-Overstraat                              | Munstergeleen |                |                          | |      |
| Windraak (bij nr. 32)                               | Munstergeleen |                |                          | |      |
| Windraak (bij nr. 35)                               | Munstergeleen |                |                          | |      |
| Aan het Broek                                       | Sittard       |                |                          | |      |
| Achter de Hoven-Kruisstraat                         | Sittard       |                |                          | |      |
| Bergerweg-Middenweg                                 | Sittard       |                |                          | |      |
| Bergerweg                                           | Sittard       |                |                          | |      |
| Broeksittarderweg (bij 167a)                        | Sittard       | 1947           |                          | Geplaatst bij de Mariakapel |      |
| Broekstraat-Oude Heerlenerweg                       | Sittard       |                |                          | |      |
| Eggerweg                                            | Sittard       |                |                          | |      |
| Eggerweg-Veestraat                                  | Sittard       |                |                          | |      |
| Gelderhof                                           | Sittard       |                |                          | |      |
| Geuweg-Kromstraat                                   | Sittard       |                |                          | |      |
| Haagstraat-Jans Kamperweg                           | Sittard       |                |                          | |      |
| Heinseweg-Walramstraat                              | Sittard       | 2011           |                          | |      |
| Helweg-Watersley                                    | Sittard       |                |                          | |      |
| Helweg-Sjteinpaedje                                 | Sittard       |                |                          | |      |
| Holleweg-Rijksweg Zuid                              | Sittard       | 2014           |                          | |      |
| Jozef Habetsstraat-Tuddernderweg                    | Sittard       | 1880 en 1989   |                          | |      |
| Kerkplein                                           | Sittard       |                |                          | |      |
| Lahrstraat-Lahrhoeveweg                             | Sittard       |                |                          | |      |
| Leyenbroekerweg (bij nr. 89)                        | Sittard       | 1937           |                          | |      |
| Leyenbroekerweg (bij nr. 113)                       | Sittard       |                |                          | |      |